# Фелето
Фелѐто (на италиански: Feletto; на пиемонтски: Flet, Фълет) е село и община в Метрополен град Торино, регион Пиемонт, Северна Италия. Разположено е на 275 m надморска височина. Към 1 януари 2020 г. населението на общината е 2240 души, от които 293 са чужди граждани.